# Sèries de Balmer

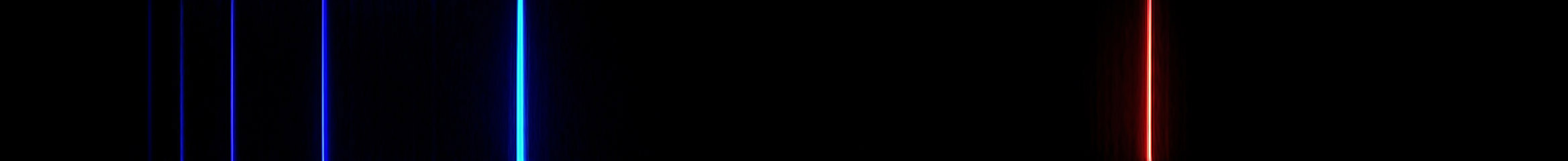
Les línies visibles de les línies d'emissió espectrals de l'hidrogen en les línies de Balmers. H-alfa és la línia vermella de la dreta. Les dues de l'esquerra es consideren ultraviolades, ja que tenen una longitud d'ona inferior a 400nm.

En física atòmica les sèries de Balmer o línies de Balmer és la designació d'un conjunt de sis sèries anomenades de manera diferent que descriuen les emissions de línies espectrals de l'àtom d'hidrogen. Les línies de Balmer es calculen usant la fórmula de Balmer, una equació empírica descoberta per Johann Balmer el 1885.
L'espectre visible de la llum d'hidrogen mostra quatre longituds d'ona, 410 nm, 434 nm, 486 nm, and 656 nm, que reflecteix les emissions de fotons per electrons en estats excitats en transició al nivell quàntic descrit pel nombre quàntic principal n iguala 2. Hi ha també un nombre de línies de Balmer ultraviolades amb longitud d'ona més curtes de 400 nm.

Al model de Rutherford Bohr simplificat de l'àtom d'hidrogen, les sèries de Balmer resulten del salt d'un electró entre el nivell d'energia secundari més proper al nucli, a aquells nivells més distants. Mostrat aquí com un emissió de fotons. La transició mostrada aquí produeix H-alfa, la primera línia de les sèries de Balmer. Per a l'hidrogen aquesta transició resulta en un fotó de longitud d'ona 656 nm (roig).

Les sèries de Balmer es caracteritzen per la transició d'electrons de n ≥ 3 a n = 2, on n es refereix al nombre quàntic principal de l'electró. Les transicions s'anomenen seqüencialment amb les lletres gregues : n = 3 a n = 2 s'anomena H-α, 4 a 2 és H-β, 5 a 2 és H-γ, i 6 a 2 és H-δ. Ja que les primeres línies espectrals associades a aquestes sèries es localitzen en la part visible de l'espectre electromagnètic, aquestes línies se les ha anomenat històricament "H-alpha", "H-beta", "H-gamma" i així successivament, on H és l'hidrogen element.
| Transició de {\displaystyle n} | 3→2   | 4→2   | 5→2    | 6→2    | 7→2           | 8→2           | 9→2           | {\displaystyle \infty }→2 |
| Nom                            | H-α   | H-β   | H-γ    | H-δ    | H-ε           | H-ζ           | H-η           |                           |
| Longitud d'ona (nm)            | 656.3 | 486.1 | 434.1  | 410.2  | 397.0         | 388.9         | 383.5         | 364.6                     |
| Color                          | Roig  | Cian  | Violat | Violat | (Ultraviolat) | (Ultraviolat) | (Ultraviolat) | (Ultraviolat)             |

Encara que les emissions atòmiques es coneixien abans de 1885, els científics no disposaven de cap eina prou acurada per a predir on podien aparèixer les línies espectrals. La fórmula de Balmer prediu les quatre línies visibles d'absorció/emissió de l'hidrogen amb força precisió. L'equació de Balmer inspirà la fórmula de Rydberg com a generalització, permeten així als físics trobar les sèries de lyman, sèries de Paschen, i sèries de Brackett que predigueren altres línies d'absorció/emissió d'hidrogen trobades fora de l'espectre visible.
La coneguda línia espectral vermella H-alfa de l'hidrogen gas, que és la transició de la capa n = 3 a la capa de la sèrie de Balmer n = 2, és un dels colors més destacats de l'univers. Contribueix una línia vermella brillant a l'espectre de nebulosa d'emissió o ionització, com la nebulosa d'Orió, les quals són sovint regions H II que es troben en regions de formació estel·lar. En fotografies en color real, aquestes nebuloses presenten un color rosa distintiu fruit de la combinació de les línies visibles de Balmer que emet l'hidrogen.
Posteriorment, es descobrí que quan les línies espectrals de l'espectre de l'hidrogen s'examinen a molt alta resolució, es troba que són doblets estretament espaiats. Aquesta separació s'anomena estructura fina. També s'ha trobat que els electrons excitats poden saltar a les sèries de Balmer 
n=2 des d'orbitals on n és més gran que 6, emetent ombres violades.

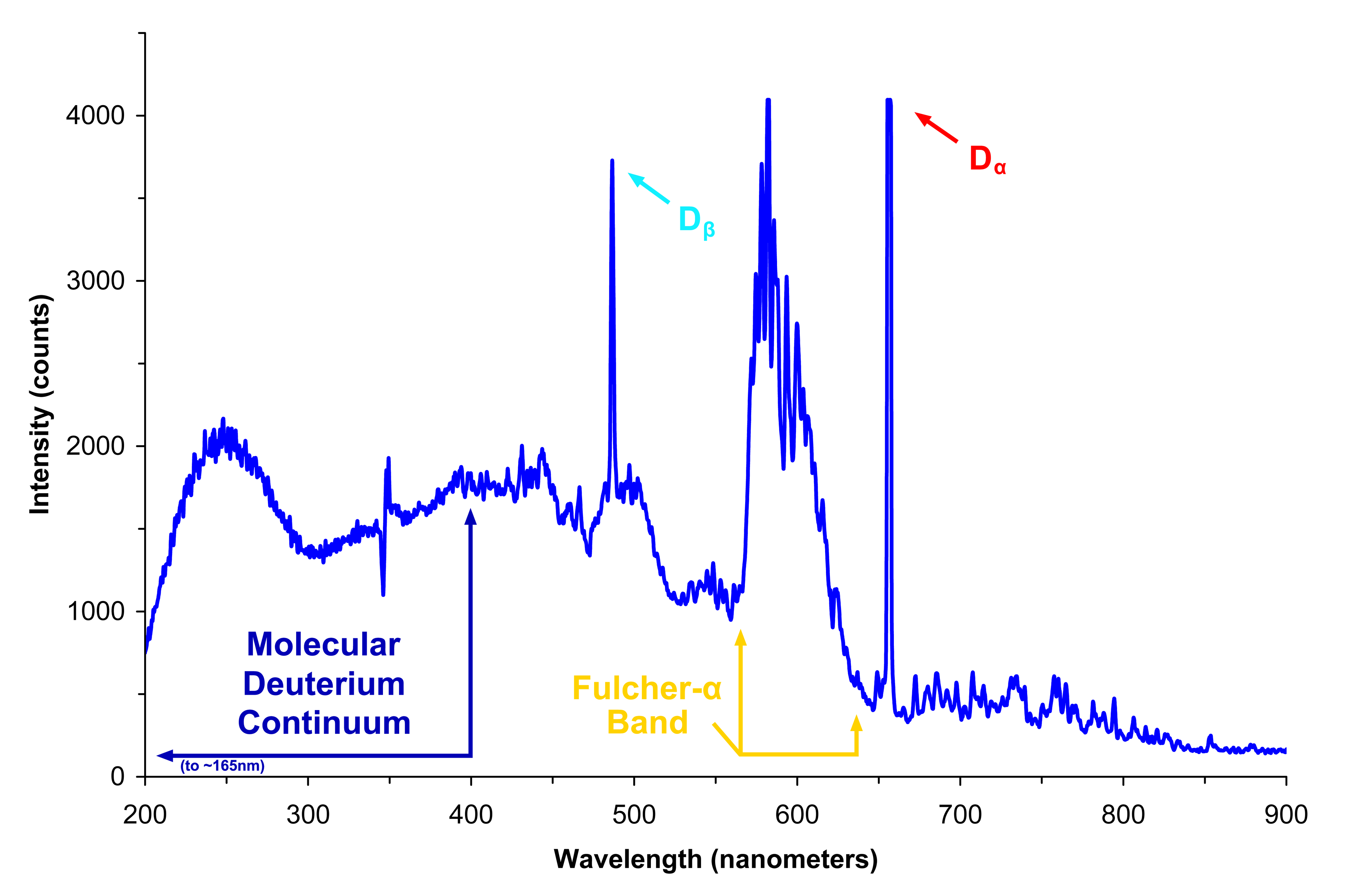
Dues de les línies de Balmer (α i β) clarament visibles en aquest espectre d'emissió d'un llum de deuteri.

## Fórmula de Balmer
Balmer descobrí que un sol nombre tenia relació amb cada una de les línies de l'espectre de l'hidrogen a la regió de la llum visible. Aquest nombre era 364.56 nm. Quan es feia el quadrat de qualsevol nombre sencer superior a 2 i després es dividia per ell mateix al quadrat menys 4 i multiplicat per 364.56 donava una longitud d'ona d'una altra línia de l'espectre visible de l'hidrogen. Per aquesta fórmula va poder mostrar que certes mesures de les línies fetes al seu temps per espectroscòpia no eren del tot acurades. A més la seva fórmula predigué línies que es trobaren posteriorment tot i que encara no han estat observades. El seu nombre és alhora el límit de la sèrie.
La fórmula de Balmer s'usa per trobar la longitud d'ona de les línies d'absorció/emissió i es presentà inicialment de la manera següent (excepte per un canvi de notació per donar la constant de Balmer com a B):
{\displaystyle \lambda \ =B\left({\frac {m^{2}}{m^{2}-n^{2}}}\right)=B\left({\frac {m^{2}}{m^{2}-2^{2}}}\right)}
On
{\displaystyle \lambda } és la longitud d'ona.
B és una constat amb valor 3.6456×10-7 m o 364.56 nm.
n és igual a 2
m és un nombre sencer de manera que m > n.
El 1888 el físic Johannes Robert Rydberg generalitzà la fórmula de Balmer per a totes les transicions de l'hidrogen. La fórmula, usada normalment per a calcular les sèries de Balmer, és un exemple concret de la fórmula de Rydberg i segueix com un simple reajustament matemàtic recíproc de la fórmula anterior (usant la notació convencional de n per m com la constant sencera que ens cal):
{\displaystyle {\frac {1}{\lambda }}={\frac {4}{B}}\left({\frac {1}{2^{2}}}-{\frac {1}{n^{2}}}\right)=R_{\mathrm {H} }\left({\frac {1}{2^{2}}}-{\frac {1}{n^{2}}}\right)\quad \mathrm {per~} n=3,4,5,...}
on λ és la longitud d'ona de la llum absorbida/emesa i RH és la Constant de Rydberg per l'hidrogen. La constant de Rydberg és igual a {\displaystyle 4/B} en la fórmula de Balmer, i aquest valor, per un nucli infinitament pesant, és {\displaystyle 4/(3.6456*10^{-7}} metre) = 10,973,731.57 metre−1.

## Rol en astronomia
Les sèries de Balmer són particularment útils en astronomia, ja que apareixen en nombrosos objectes estel·lars a causa de l'abundància d'hidrogen a l'univers i, per tant, es veuen força sovint i són relativament fortes comparades a les d'altres elements.
La classificació espectral dels estels, que bàsicament determina la temperatura superficial, es basa en la força relativa de les línies espectrals, i les línies de Balmer són particularment importants. Altres característiques d'un estel poden determinar-se amb anàlisis del seu espectre incloent gravetat superficial i composició.
Com que les línies de Balmer es veuen comunament en l'espectre de diversos objectes, s'utilitzen sovint per a determinar la velocitat radial deguda a l'efecte Doppler de les línies de Balmer. És per això que s'usa sovint en astronomia, com per exemple per a detectar estels binaris, exoplanetes, objectes compactes com estels de neutrons o forats negres (pel moviment d'hidrogen en el discs d'acreció del seu voltant), per identificar grups d'objectes amb moviments similars, cúmuls estel·lars i restes de col·lisions), per determinar distàncies (desplaçament cap al vermell) de les galàxies o quàsars, i per identificar objectes desconeguts analitzant el seu espectre.
Les línies de Balmer poden aparèixer com a línies d'absorció o d'emissió en un espectre depenent de la natura de l'objecte observat. En els estels, les línies de Balmer normalment són d'absorció, i són més fortes en estels amb una temperatura superficial al voltant de 10.000 kèlvins (tipus espectral A). En els espectres de la majoria de les galàxies espirals i irregulars, galàxies actives i nebuloses planetàries, les línies de Balmer són d'emissió.
En els espectres estel·lars, la línia H-epsilon (transició 7-2) sovint es barreja amb una altra línia d'absorció per calci ionitzat conegut pels astrònoms com "H" (la designació original donada per Fraunhofer) coneguda com a línia Fraunhofer. Per tant, la longitud d'ona d'H-epsilon és molt propera a CaH a 396.847 nm, i no pot ser resolta in espectres de baixa resolució. La línia H-zeta (transició 8-2) es barreja amb l'heli neutre en estels calents.